# Jean Baptiste Christyn
Idősebb Jean Baptiste Christyn (Brüsszel, 1622–1690) belga történetíró. Nem tévesztendő össze az ifjabb Jean Baptiste Christyn (1635 k.-1707) személyével.
Foglalkozott a nemesi és polgári családok címereivel és genealógiájával. Művére Rink is hivatkozott.

## Művei
Memorien voor d'erf-genaemen van wylen vrouwe Anna Triest [...] teghens heere Ian Charles Triest, canonick van de cathedrale kercke van S. Baefs [...] gedaeghde. / [ondertek.] I. B. Christyn. [h. n.] 1659
Iurisprudentia heroica sive de iure Belgarum circa nobilitatem et insignia, demonstrato in commentariis ad Edictum (...) Principum Alberti et Isabellae emulgatum 14. Decembris 1616. Liber prodromus (...). Brussels, 1663 
Placcaeten ordonnantien landt-chartres privilegien, ende instrvctien by de princen van dese Neder-landen uytghegheven [...] / Vergadert [...] door Jan Baptiste Christyn [...]. Brussels, 1664
Les tombeaux des hommes illustres, qui ont paru au Conseil privé du Roy catholique au Pays-Bas, depuis son institution de l'an 1517 jusques aujourd'huy / [Christyn, Jean Baptiste]. Liège, 1673
Belgii Et Burgundiae Gubernatores Ac Archistrategi, Eorumque Ortus Et Series, Adventus auspicati, tempora Regiminis, Connubia, gesta Militaria, Fundationes piae, Tituli, Inscriptiones, Obitus, Sepulturae, Epitaphia, Elogia, Insignia, gentilitia, Quarteria, Fragmenta Genealogica, Numismata, Symbola Heroica, & Lemmata Epigraphica. Coloniae, 1677
Observationes eugenialogicae et heroicae sive materiem nobilitatis gentilitiae, jus insignium et heraldicum complectentes. Coloniae, 1678 
Les delices des Pais-Bas ou Description generale de ses dix-sept provinces, de ses principales villes & de ses lieux les plus renommez. Brussels, 1697 